# Ихо тис Македонияс
Вижте пояснителната страница за други значения на Македония.
„Ихо тис Македонияс“ (на гръцки: Ηχώ της Μακεδονίας, в превод Ехо на Македония) е гръцки вестник, издаван в Кожани (Козани), Гърция, от 1914 година до 1933 година.

## История
В 1913 година в заетата от гръцката армия Западна Македония пристига с идеята да издава вестник Милтиадис Дзонис от Селица, възпитаник на Великата народна школа, опитен журналист, от дълги години пишещ в „Неологос“ и други гръцки цариградски вестници. Първият брой на „Ихо тис Македонияс“ излиза на 31 август 1914 година и така вестникът е първият, издаван в новоприсъединената към Гърция  в 1913 година Западна Македония.
Вестникът обикновено е на четири, а по-късно и на две страници - с някои празнични, новогодишни броеве от осем страници. През първите години излиза два пъти седмично - в сряда и в неделя, а от 1919 година нататък ежеседмично, всяка неделя. Той се редактира и печата в Кожани, където Дзонис поддържа книжарница и печатница. Оформлението на материала на вестника следва стандартите на атинските вестници. Във вестника има основна статия, подробен и задълбочен текст по някакъв проблем. Вестникът покрива културни, общински, образователни, съдебни, финансови, спортни, военни и други теми от местните и общогръцките новини, както и реклами, като липсват снимки. Литературната рубрика, стихотворенията и особено музикално-критичните рубрики на вестника винаги са писани с голямо внимание.
Още в самото си начало вестникът широко отразява току-що избухналата Първа световна война - третата страница на вестника съдържа новини за военните действия от главния кореспондент от Париж Петрос Сарафопулос, който се опитва да информира обективно и точно читателите на вестника за всички военни фронтове.
В социално отношение вестникът е консервативен и често осъжда публично любовните афери на известни личности. В политическо отношение обаче, неговият издател често мени възгледите си, което си отразява и на вестника и предизвиква коментари в местната общественост.
Вестникът спира да излиза на 15 октомври 1933 година след общо 1053 броя. „Ихо тис Македонияс“ е най-дълго издаваният предвоенен вестник в Западна Македония.